# Cuspidaria circinata
Cuspidaria circinata är en musselart som beskrevs av John Gwyn Jeffreys 1876. Cuspidaria circinata ingår i släktet Cuspidaria och familjen Cuspidariidae. Inga underarter finns listade i Catalogue of Life.